# John King
John King, Jr (ur. 1975 w Nowym Jorku) – amerykański polityk, od 1 stycznia 2016 do 14 marca 2016 pełniący obowiązki a od 14 marca 2016 do 20 stycznia 2017 sekretarz edukacji Stanów Zjednoczonych w gabinecie Baracka Obamy.